# ATV-002 Johannes Kepler
L'ATV-002 è stata una missione di un Automated Transfer Vehicle dell'ESA.
Con la sua massa al lancio superiore alle 20 tonnellate è la missione con carico utile più pesante lanciata finora dall'ESA.
Il lancio è avvenuto con successo il 16 febbraio 2011, con 24 ore di ritardo rispetto al primo tentativo di lancio, programmato per il 15 febbraio 2011 e rinviato a causa di un'anomalia tecnica inerente al serbatoio dell'ossigeno liquido del razzo vettore.
Il docking con la stazione Stazione Spaziale Internazionale (ISS) è avvenuto correttamente e senza intoppi il 24 febbraio 2011 alle 17:08 CET (16:08 UTC).
Dopo oltre quattro mesi agganciato alla Stazione Spaziale Internazionale ed avendo nel frattempo supportato varie attività tra cui in particolare diversi reboost, cioè l'aumento di altitudine dell'orbita grazie all'utilizzo dei motori, l'ATV-002 ha effettuato l'undocking dalla stazione spaziale il 20 giugno 2011 per finire distrutto il giorno successivo durante il rientro nell'atmosfera sopra l'Oceano Pacifico, così come preventivato.

## Nome
Il nome dell'ATV-2 è stato svelato al pubblico durante una cerimonia che si è svolta a Brema il 7 luglio 2009. Keplero era un astronomo ed un matematico tedesco famoso per la scoperta delle leggi del moto planetario. Iniziò la sua carriera come insegnante di matematica a Graz e si trasferì più tardi a Praga dove lavorò con l'astronomo danese Tycho Brahe. Il 2009 è stato l'anno internazionale dell'astronomia e il 400º anniversario della pubblicazione di "Astronomia Nova", una delle sue opere più importanti.
"Siamo fieri che il secondo ATV europeo porterà il nome di Giovanni Keplero, uno scienziato europeo di fama mondiale. Il suo nome dimostra come il ruolo dell'Europa nei voli spaziali e nell'esplorazione abbia radici in una lunga tradizione di progressi scientifici e tecnologici. La prossima missione ATV confermerà l'impegno e l'interesse dell'Europa nella Stazione Spaziale Internazionale per gli anni a venire come primo passo nello sforzo globale dell'esplorazione." ha commentato Simonetta di Pippo, direttore dello Human Spaceflight di ESA.

## Missione

### Scopi
Gli scopi primari della missione erano:
- rifornire la stazione spaziale internazionale
- eseguire le manovre di innalzamento dell'orbita della stazione, per il controllo del suo assetto e, se necessario, per evitare detriti orbitali. La stazione viene rallentata costantemente dall'attrito con l'atmosfera terrestre. I suoi strati superiori, seppur molto rarefatti, causano un decadimento dell'orbita che deve essere periodicamente compensato da manovre orbitali. Queste, chiamate Reboost Maneuvre, possono essere effettuate tramite i propulsori stessi della stazione oppure dai propulsori delle navette attraccate ad essa. I detriti orbitali sono monitorati costantemente per rilevare possibili traiettorie di collisione con la stazione. In questo caso, la stazione modifica la sua orbita per evitarli con una manovra chiamata Debris Avoidance Manoeuvre (DAM). Anche in questo caso possono essere utilizzati i propulsori della stazione oppure quelli di una navetta.
- essere utilizzata come deposito per i rifiuti e i materiali non più utili. Il carico di rifiuti era distrutto assieme alla navetta durante il rientro atmosferico a fine missione.

### Carico della missione
Il carico utile trasportato dall'ATV era suddiviso in Dry Cargo e Fluid Cargo (o Wet Cargo). Il Dry cargo comprendeva l'equipaggiamento e i materiali per gli esperimenti scientifici, i componenti, le parti di ricambio, il cibo e i vestiti, e veniva alloggiato nel vano pressurizzato dell'Integrated Cargo Carrier (ICC). Il Wet Cargo era costituito da diversi fluidi di rifornimento: acqua potabile, gas (ossigeno, azoto o aria), e propellente. I contenitori erano posti nella parte non pressurizzata dell'ICC. Il propellente veniva in parte trasferito ai serbatoi della stazione spaziale ed in parte utilizzato dalla navetta per le manovre di innalzamento dell'orbita, per il controllo dell'assetto e se necessario, per la manovra tesa ad evitare detriti orbitali. 
A partire dall'ATV-2 sono state migliorate le procedure di carico della navetta, tramite l'uso di un montacarichi speciale che permetteva di aggiungere del carico nella sezione pressurizzata dell'ATV quando era già stato installato sul lanciatore Ariane 5. Il montacarichi, chiamato Late Cargo Access Means (LCAM) permetteva ai tecnici l'accesso al vano pressurizzato dell'ATV per poter alloggiare gli ultimi rifornimenti, che venivano chiamati Late Cargo, qualche settimana prima del lancio. 
Le capacità di carico della navetta sono state aumentate a 7,1 t rispetto alle 6 t trasportate dall'ATV-1. 
Il carico dell'ATV-2 era costituito da:
| Tipo                                           | Massa (kg) |
| ---------------------------------------------- | ---------- |
| Wet Cargo                                      |            |
| Propellente per il rifornimento della stazione | 860        |
| Acqua potabile                                 | 0          |
| Gas                                            | 100        |
| Propellente per le manovre di reboost          | 4534       |
| Dry Cargo                                      |            |
| Rifornimenti                                   | 1170       |
| Late cargo                                     | 429        |
| Totale carico netto                            | 7094       |
| Massa totale                                   | 20050      |

Non è stata trasportata acqua potabile perché la stazione non ne aveva necessità. 

#### Esperimenti scientifici
Il principale esperimento scientifico portato sulla stazione spaziale era Geoflow II. L'esperimento è stato installato, come il precedente Geoflow condotto nel 2008, sul Fluid Science Laboratory del modulo Columbus. Lo scopo era di raccogliere dati sulla convezione dei fluidi. Esso consisteva in un fluido incomprimibile (1-nonanolo) racchiuso tra due sfere concentriche che ruotavano su uno stesso asse. La sfera interna era mantenuta a temperatura maggiore rispetto a quella esterna, in modo da creare un gradiente di temperatura nel fluido. Al fluido era applicato un campo elettrico creato da una differenza di potenziale tra le due sfere, in modo da simulare una forza attrattiva verso il centro. Nei normali laboratori i movimenti del fluido sono influenzati dalla forza di gravità, per questo motivo l'esperimento è stato condotto sulla stazione spaziale. 
Le osservazioni del fluido in condizioni di microgravità sono state quindi confrontate con le simulazioni al computer per migliorare i modelli numerici. Questi sono utilizzati per modellare il comportamento del mantello terrestre e comprenderne meglio le sue dinamiche. Ad esempio, sono stati osservati movimenti del fluido simili a pennacchi, che non apparivano nei primi modelli numerici. I risultati potranno anche migliorare la progettazione di giroscopi sferici, dei cuscinetti a sfera e delle pompe centrifughe.

### Pre-lancio
L'ATV-2 è stato assemblato a Brema, dal consorzio industriale europeo guidato da EADS Astrium. L'Integrated Cargo Carrier (ICC), la sezione della navetta che contiene il carico pressurizzato e non pressurizzato è stata costruita a Torino da Thales Alenia Space, e trasportata al centro di integrazione di EADS Astrium il 9 settembre 2009 via aerea utilizzando un aereo da trasporto Airbus Beluga. A maggio 2010 è iniziato il trasferimento via nave verso la Guyana francese. L'ATV è giunto al porto di Pariacabo tramite la nave cargo MN Toucan il 26 maggio. Le attività di carico dei materiali e dei rifornimenti hanno richiesto dieci giorni e sono state svolte a gennaio 2011.

### Cronologia

#### 15 febbraio
Il primo tentativo di lancio è stato rinviato a 4 minuti e un secondo a seguito dell'anomalia nei dati provenienti dal serbatoio di ossigeno liquido del primo stadio dell'Ariane 5.

#### 16 febbraio (lancio)
Il lancio dell'Ariane 5 ES (VA-200) è avvenuto dallo spazioporto europeo di Kourou alle 21:50 UTC il 16 febbraio. Dopo il distacco dal primo stadio, il secondo stadio ha effettuato una prima accensione di 8 minuti, inserendo l'ATV su un'orbita di 51,6°. Dopo 42 minuti, il propulsore Aestus si è acceso per una seconda volta per 30 secondi per rendere circolare l'orbita ad una altezza di 260 km. Dopo 64 minuti dal lancio, l'ATV si è distaccato dal secondo stadio e ha iniziato le operazioni, dispiegando i pannelli solari e attivando le comunicazioni con il centro di controllo tramite i satelliti NASA Tracking and Data Relay Satellite System. Il lancio ha segnato il 200° volo dell'Ariane 5. A differenza dell'ATV-1, la navetta Johannes Kepler non ha effettuato manovre di test, ma ha effettuato il docking in modo autonomo con il modulo Zvezda. 

#### 24 febbraio

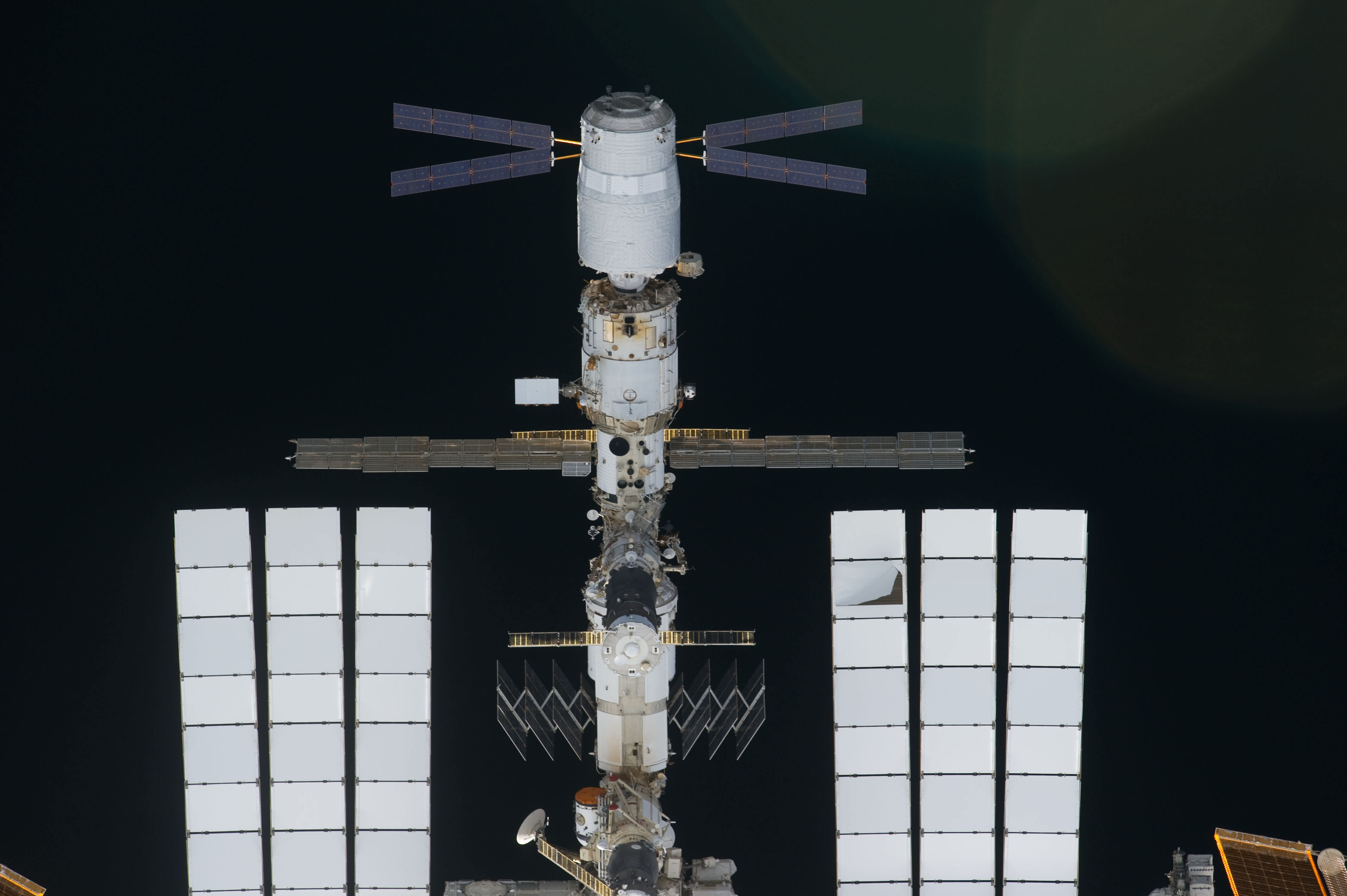
L'ATV-2 agganciato alla stazione spaziale ripreso da un membro dell'equipaggio della missione STS-134

Il docking il modulo Zvezda della stazione spaziale è avvenuto alle ore 15:59 UTC del 24 febbraio e si è completato nove minuti dopo. 

#### 3 giugno
Il 3 giugno è stata conclusa una delle tre manovre previste per l'innalzamento dell'orbita della stazione spaziale. I propulsori dell'ATV sono stati accesi per due volte per una durata di 75 minuti, utilizzando due coppie di propulsori degli otto del suo Orbit Correction System (OCS). Consumando un totale di 1400 kg di propellente, la manovra ha aumentato l'orbita della stazione di 3,8 km. Una manovra simile è stata effettuata il 29 maggio dallo Space Shuttle Endeavour. Lo Shuttle era presente sulla stazione per lo svolgimento della missione STS-134.

#### 17 giugno
Il 17 giugno è stata conclusa l'ultima delle manovre per innalzare l'orbita della stazione spaziale. Complessivamente l'orbita è stata portata da 345 km a 380 km.

#### 19 giugno

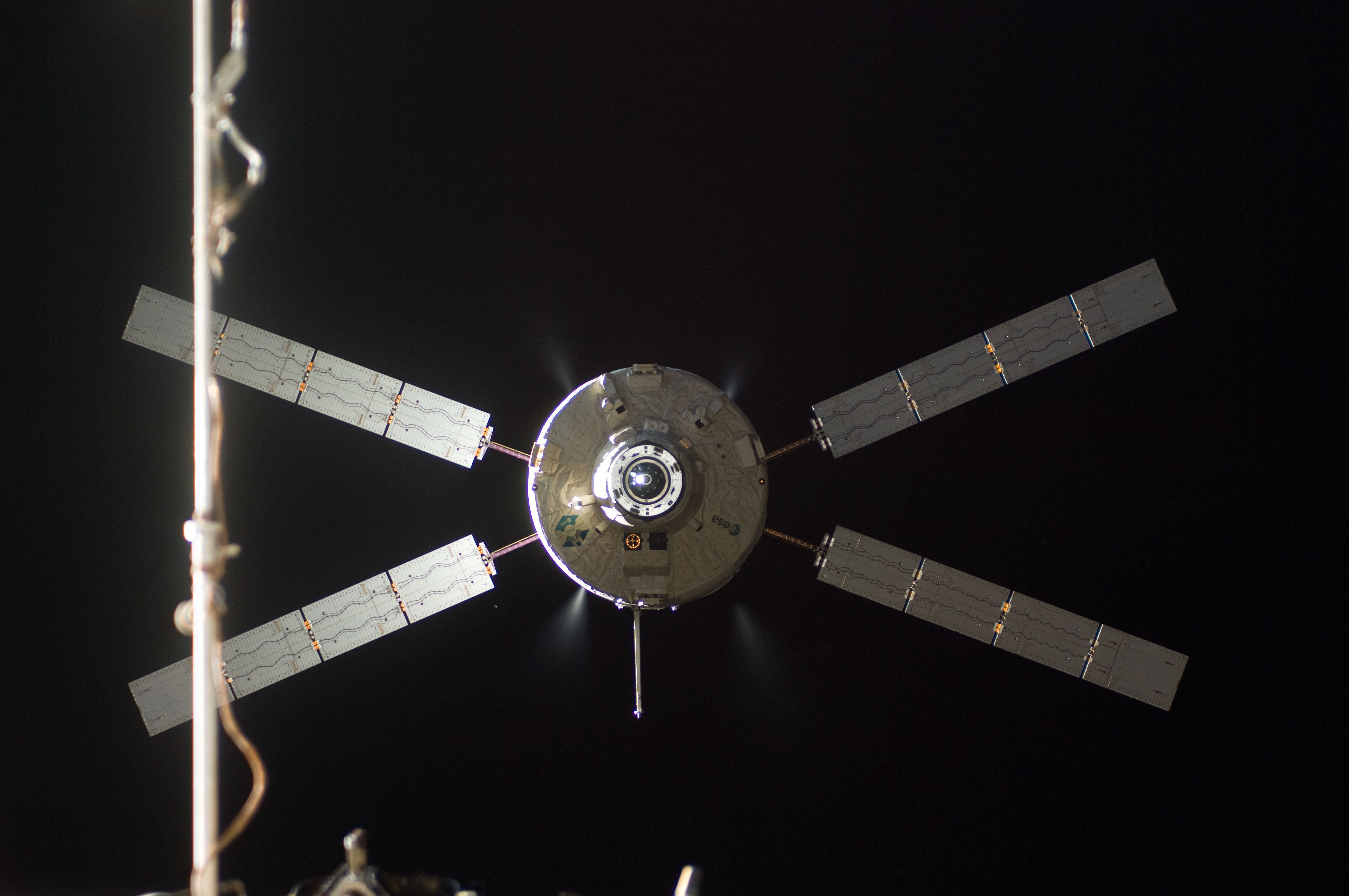
L'ATV-2 ripreso durante l'allontanamento dalla stazione spaziale

Gli astronauti hanno chiuso i portelli tra l'ATV e la stazione alle 17:30 UTC. Durante la sua permanenza la navetta è stata caricata con 1200 kg di rifiuti.

### Rientro
L'ATV ha effettuato l'undocking dalla stazione il 20 giugno 14:46 UTC, allontanandosi lentamente. Due ore dopo la navetta ha attivato i propulsori per evitare un detrito spaziale, che sarebbe passato ad una distanza di 50 m.
Il 21 giugno sono stati accesi i propulsori per la prima manovra di uscita dall'orbita. Una seconda accensione ha guidato la navetta verso un punto prefissato nell'oceano Pacifico del sud. L'ATV ha incontrato gli strati esterni dell'atmosfera, ad un'altezza di 100 km alle 20:24 UTC e i frammenti rimanenti sono ammarati alle 20:59 UTC.
Per la prima volta era stato installato a bordo un dispositivo, chiamato Reentry Breakup Recorder (REBR), per la raccolta delle misurazioni sull'accelerazione e sulle velocità di rollio, imbardata e beccheggio, oltre alla temperatura e alla posizione. Il dispositivo, protetto da un proprio scudo termico in modo da resistere al rientro atmosferico, funzionava come una scatola nera. Tuttavia non è riuscito a trasmettere i dati.